# If You Tolerate This Your Children Will Be Next
If You Tolerate This Your Children Will Be Next è un singolo del gruppo musicale gallese Manic Street Preachers, pubblicato nel 1998 ed estratto dal loro quinto album in studio This Is My Truth Tell Me Yours.

## Video musicale
Il video musicale è stato diretto da W.I.Z..

## Tracce
Musiche di James Dean Bradfield e Sean Moore; testi di Nick Jones, eccetto dove indicato.

### CD 1 (UK)
1. If You Tolerate This Your Children Will Be Next – 4:50
2. Prologue to History – 4:43
3. Montana/Autumn/78 – 3:12

### CD 2 (UK)
1. If You Tolerate This Your Children Will Be Next – 4:50
2. If You Tolerate This Your Children Will Be Next (Massive Attack remix) – 4:54
3. If You Tolerate This Your Children Will Be Next (David Holmes remix/The Class Reunion of the Sunset Marquis mix) – 10:02

### Cassetta (UK)
1. If You Tolerate This Your Children Will Be Next – 4:50
2. Kevin Carter (live at Manchester NYNEX, 24 May 1997) (testo: Richey James) – 3:22

## Cover
Una cover del brano è stata incisa da David Usher nel suo terzo album in studio Hallucinations (2003).